# William D. Denney
William Du Hamel Denney (31 de março de 1873 - 21 de novembro de 1953) foi um político norte-americano que foi governador do estado do Delaware, no período de 1921 a 1925, pelo Partido Republicano.